# Monnow
 (juillet 2014).
Si vous disposez d'ouvrages ou d'articles de référence ou si vous connaissez des sites web de qualité traitant du thème abordé ici, merci de compléter l'article en donnant les références utiles à sa vérifiabilité et en les liant à la section « Notes et références ».
La Monnow (gallois : Afon Mynwy, anglais : River Monnow) est une rivière du sud-ouest du Herefordshire en Angleterre et du Monmouthshire au pays de Galles, et un affluent de la Wye, donc un sous-affluent de la Severn. 

## Géographie
Elle mesure 42 kilomètres et marque une partie de la frontière entre l'Angleterre et le pays de Galles avant de rejoindre la Wye à Monmouth.

## Histoire
Elle était un axe important de passage au Moyen Âge et était protégée par les trois châteaux : Château Blanc, Grosmont et Skenfrith.